# Lekaryd
Lekaryd är kyrkby i Lekaryds socken i Alvesta kommun, Kronobergs län. SCB definierade 1995 ett område kring byn som en småort 1995, men efter att befolkningen 2000 understeg 50 personer så upphörde småorten. Från 2015 avgränsades här åter en småort, som upphörde 2020 på grund av för stort avstånd mellan byggnaderna, men återfick statusen som småort vid avgränsningen 2023.
I Lekaryd finns förutom Lekaryds kyrka, badplats även skidspår, skidbacke, golfbana, skjutbana, flygplats för segelflygplan och ultralätta flygplan.